# HistoryMiami
HistoryMiami, precedentemente chiamato Historical Museum of Southern Florida, è un museo che si trova a Miami, Florida, negli Stati Uniti d'America. Specializzato nella storia del sudest della Florida, comprese l'Area metropolitana di Miami, le Florida Keys e le Everglades, ha acquisito il suo nuovo nome nel 2010.

## Sede
Si trova al 101 di West Flagler Street, nella stessa Miami Cultural Plaza di Downtown Miami dove si trova la Miami-Dade Public Library e si trovava il Miami Art Museum (ora Pérez Art Museum Miami). È servito dalla Metropolitana di Miami con la Government Center Station.
Il museo occupa un edificio di 3 700 m² su due piani. Il piano superiore ospita l'esibizione permanente "Tropical Dreams: A People's History of South Florida" che copre 12 000 anni di storia. La lobby ha due gallerie che ospitano esibizioni temporanee, come anche un negozio di souvenir.
HistoryMiami ospita anche l'Archives and Research Center, che contiene documenti storici e foto utilizzati da scolari, studenti a distanza ed professionisti dell'industria. Il piano inferiore ospita aule utilizzate per programmi educativi e lezioni, uffici amministrativi e parte degli oggetti della collezione del museo. In totale, la collezione del museo conta più di 13.000 oggetti.

## Attività
HistoryMiami è il punto di raccolta ufficiale di tutto il materiale archeologico recuperato nella Contea di Miami-Dade. I programmi del museo includono esibizioni, visite cittadine, formazione, ricerca, raccolte e pubblicazioni sul ruolo della storia nella definizione degli sviluppi futuri di Miami.
Dal 1979 il museo è accreditato dall'American Association of Museums. L'organizzazione è anche affiliata al programma Smithsonian Affiliations.

## Galleria d'immagini

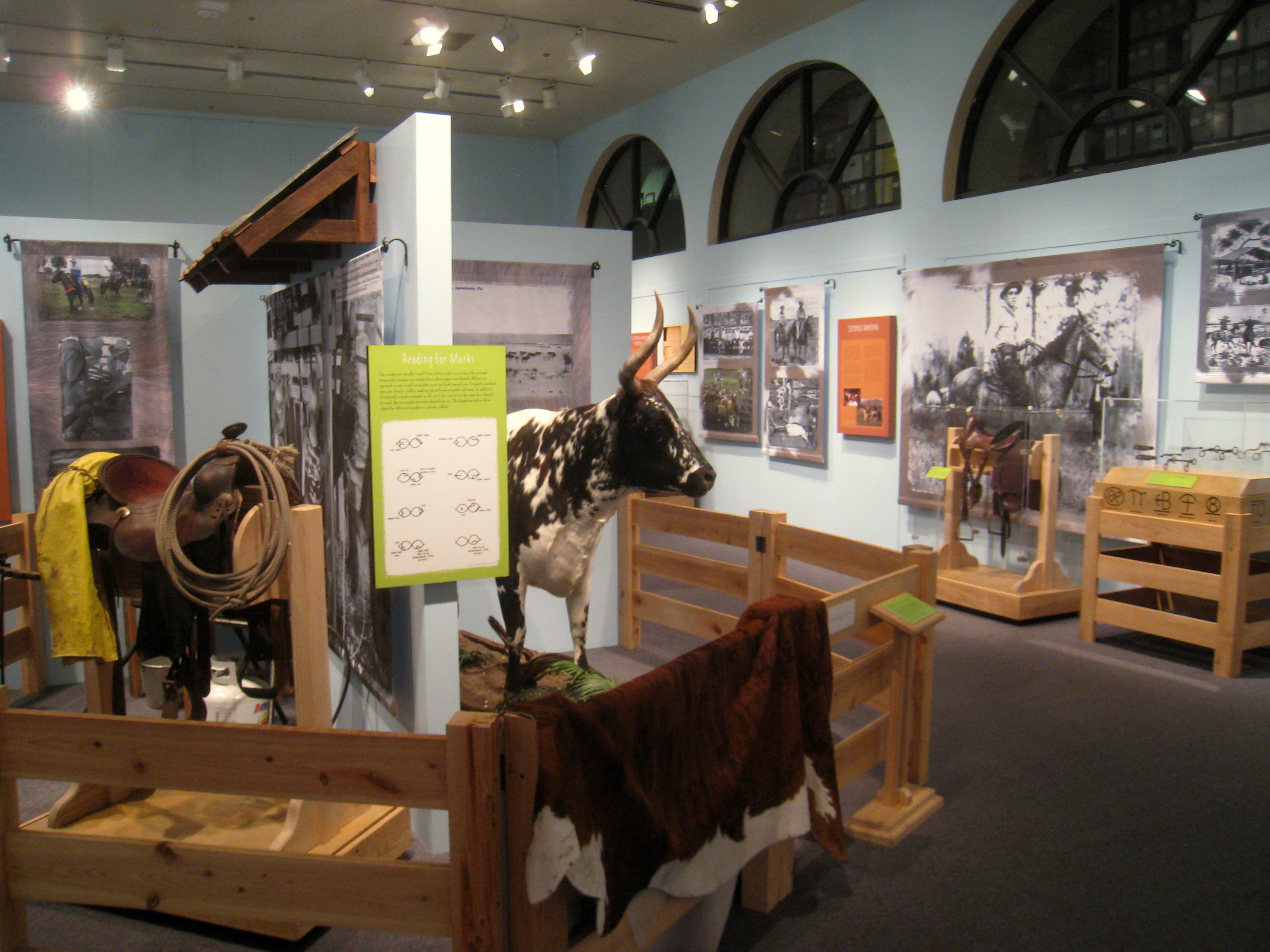
Vista generale
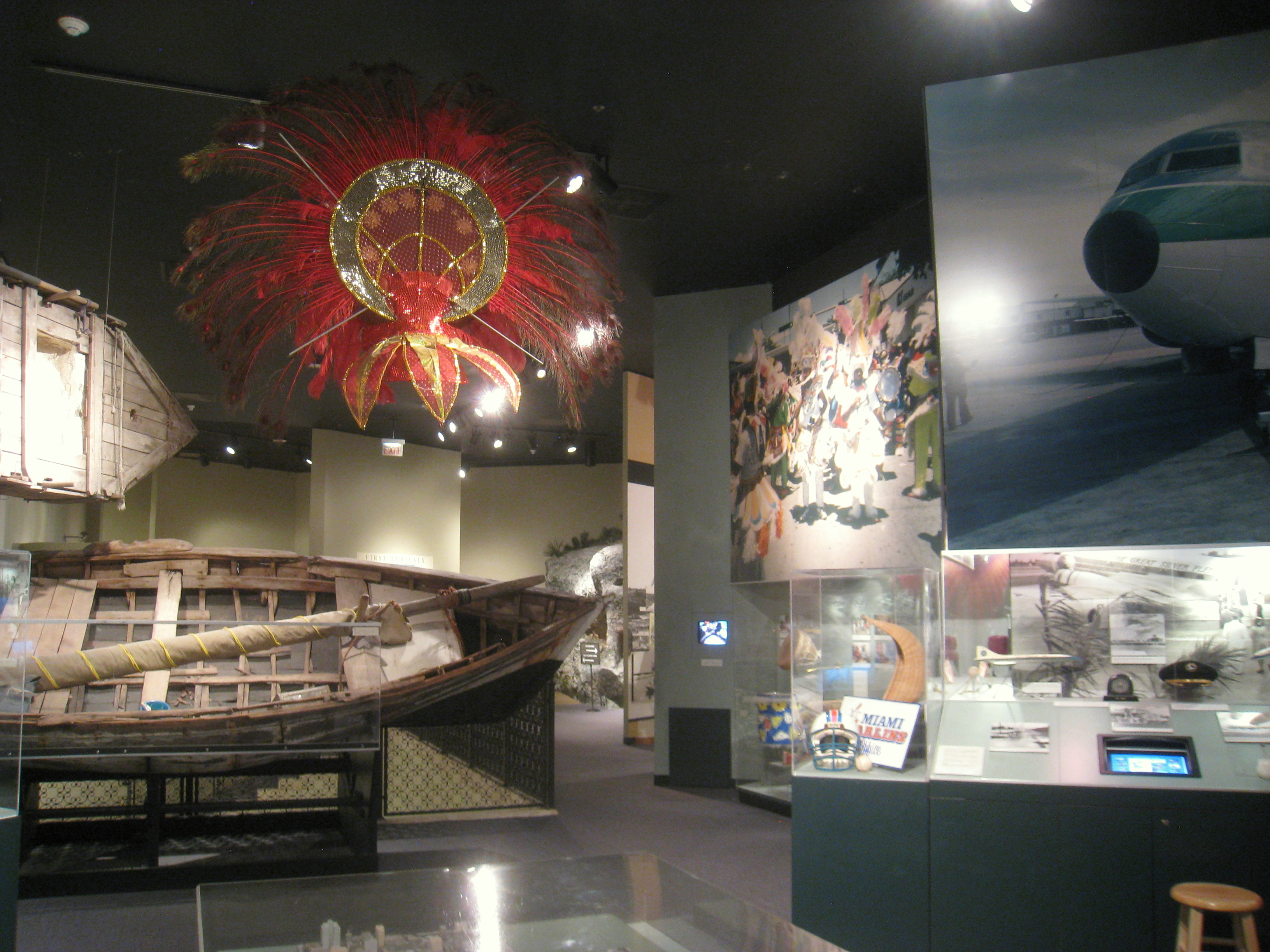
Sala del museo
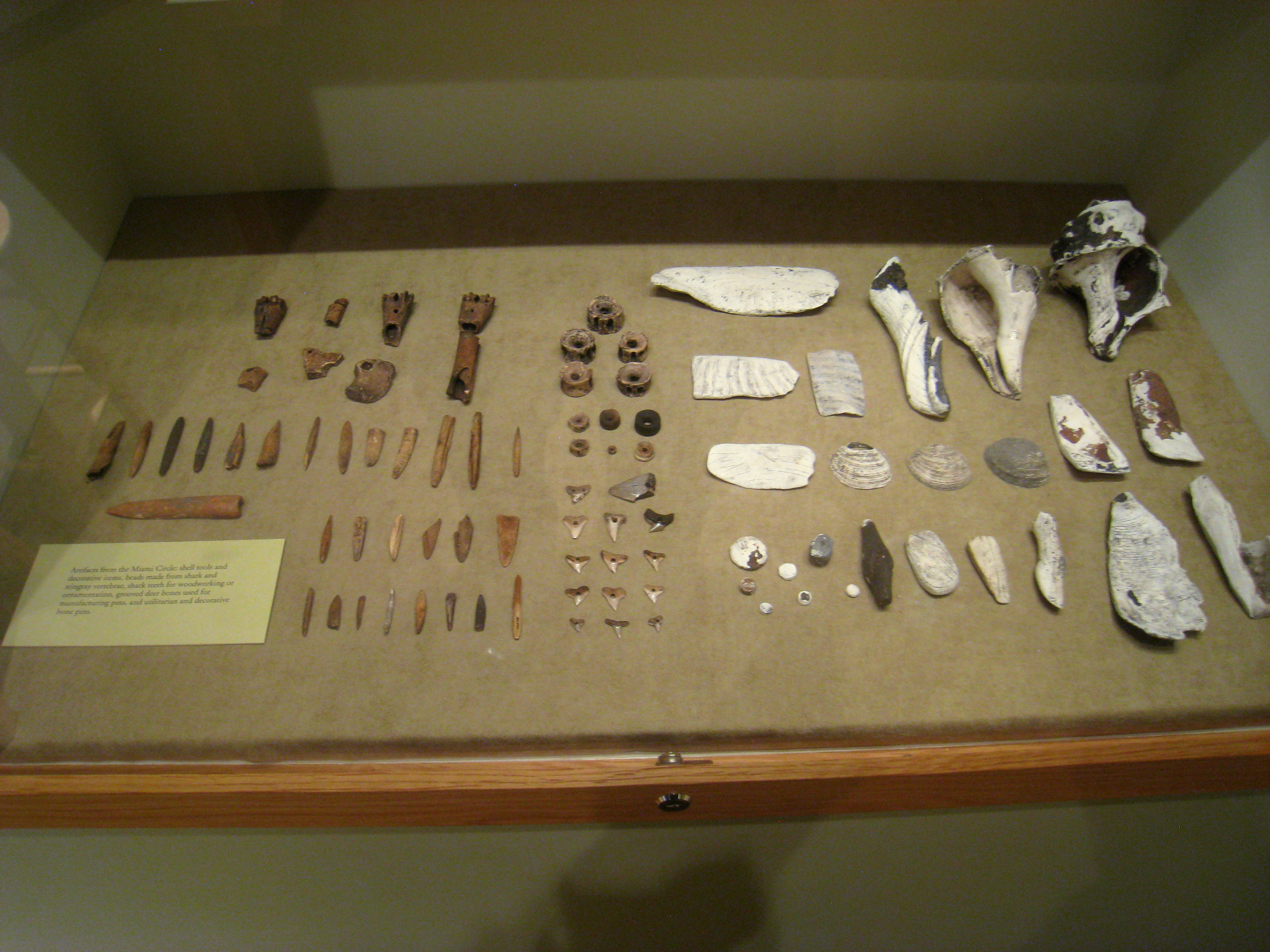
Reperti dal Miami Circle
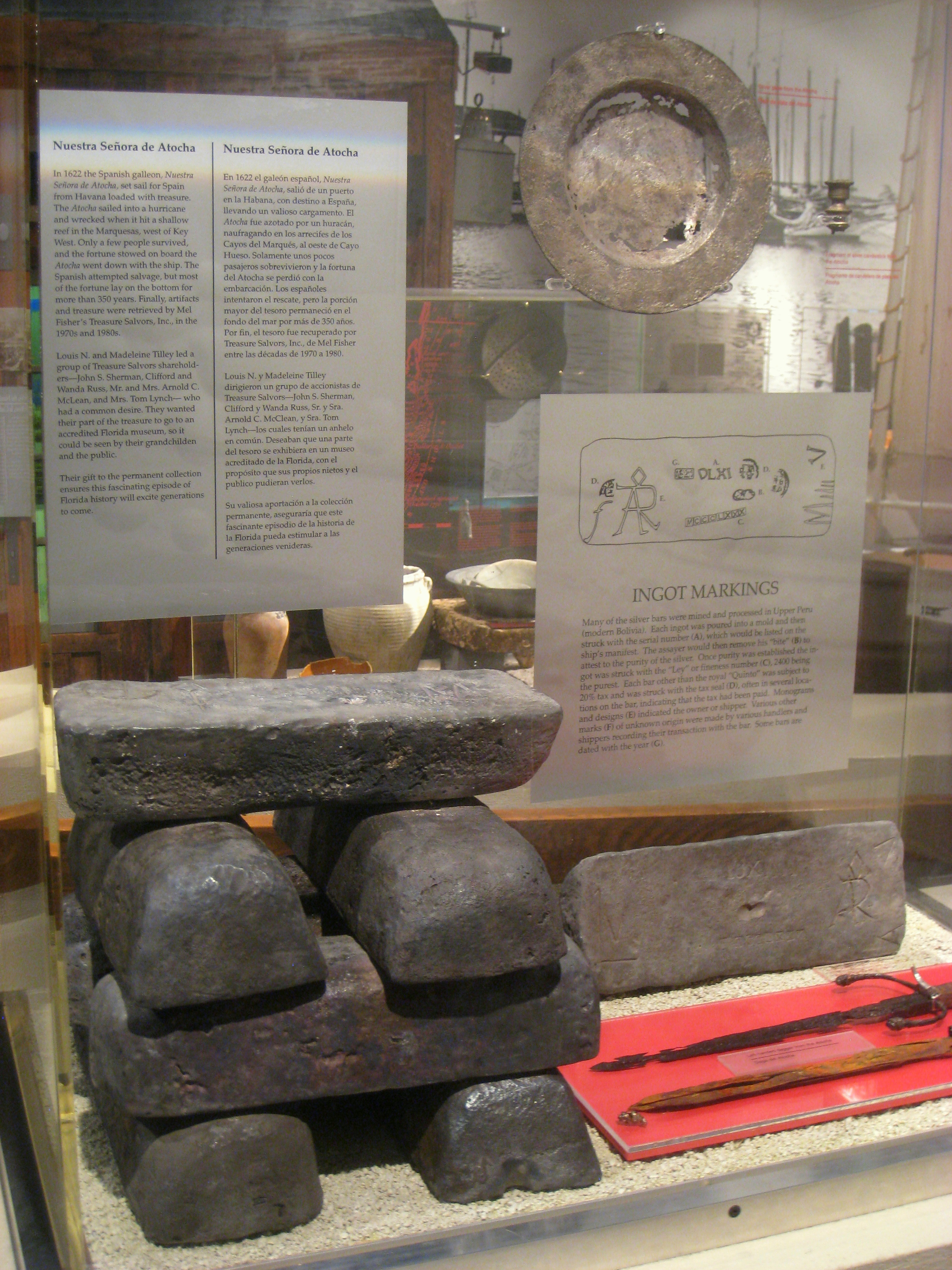
Lingotti d'argento
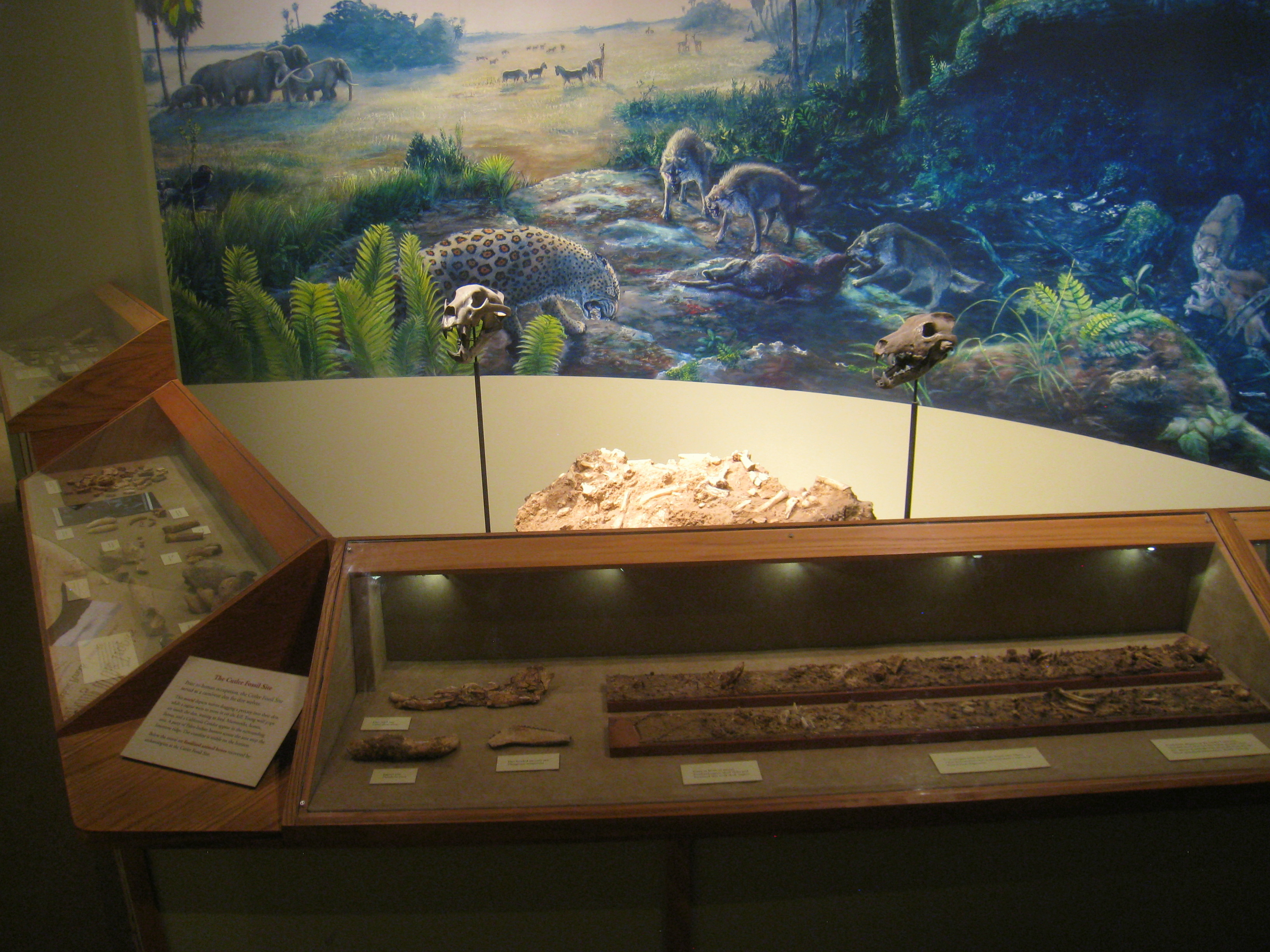
Fossili
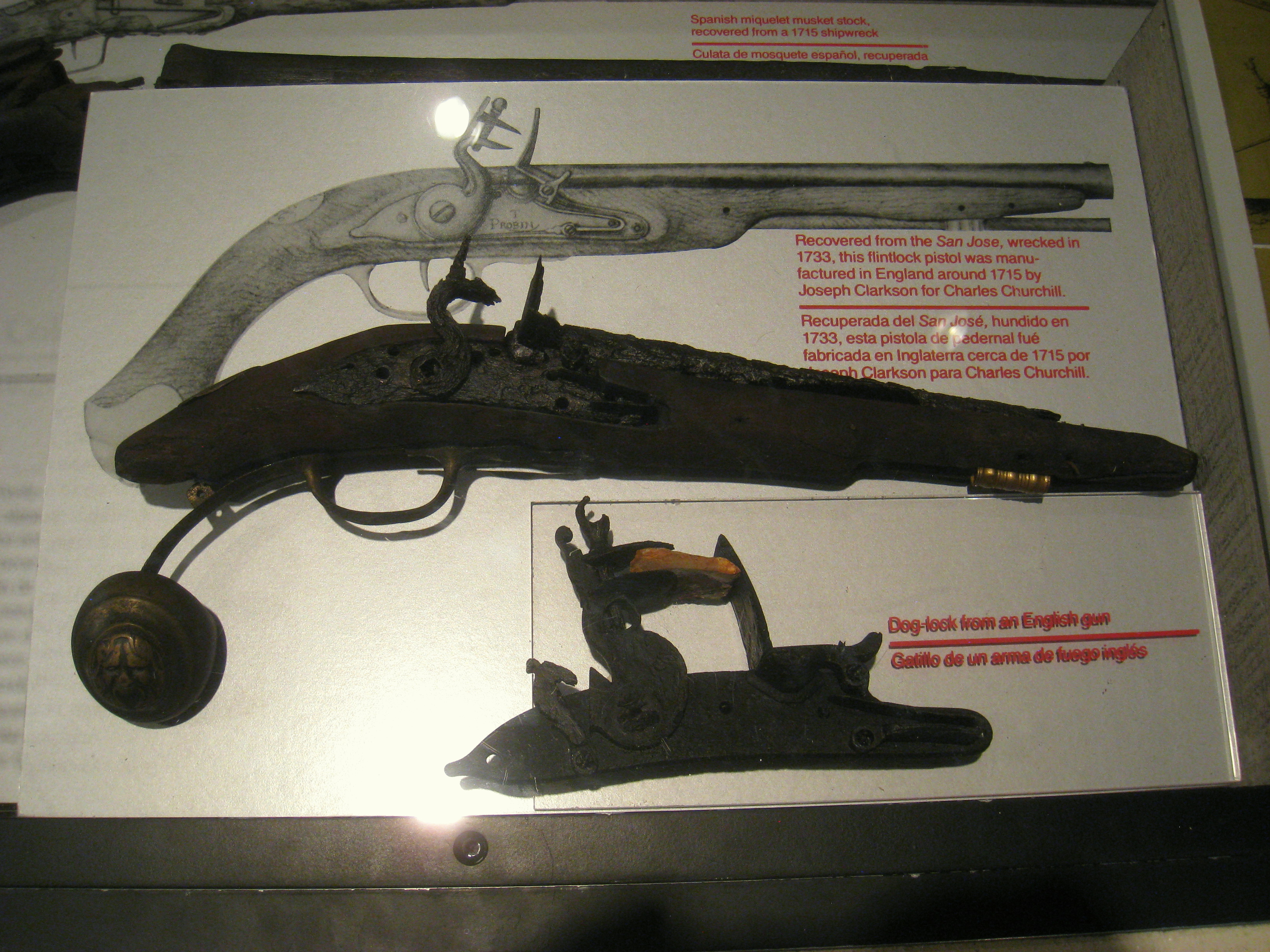
Pistole
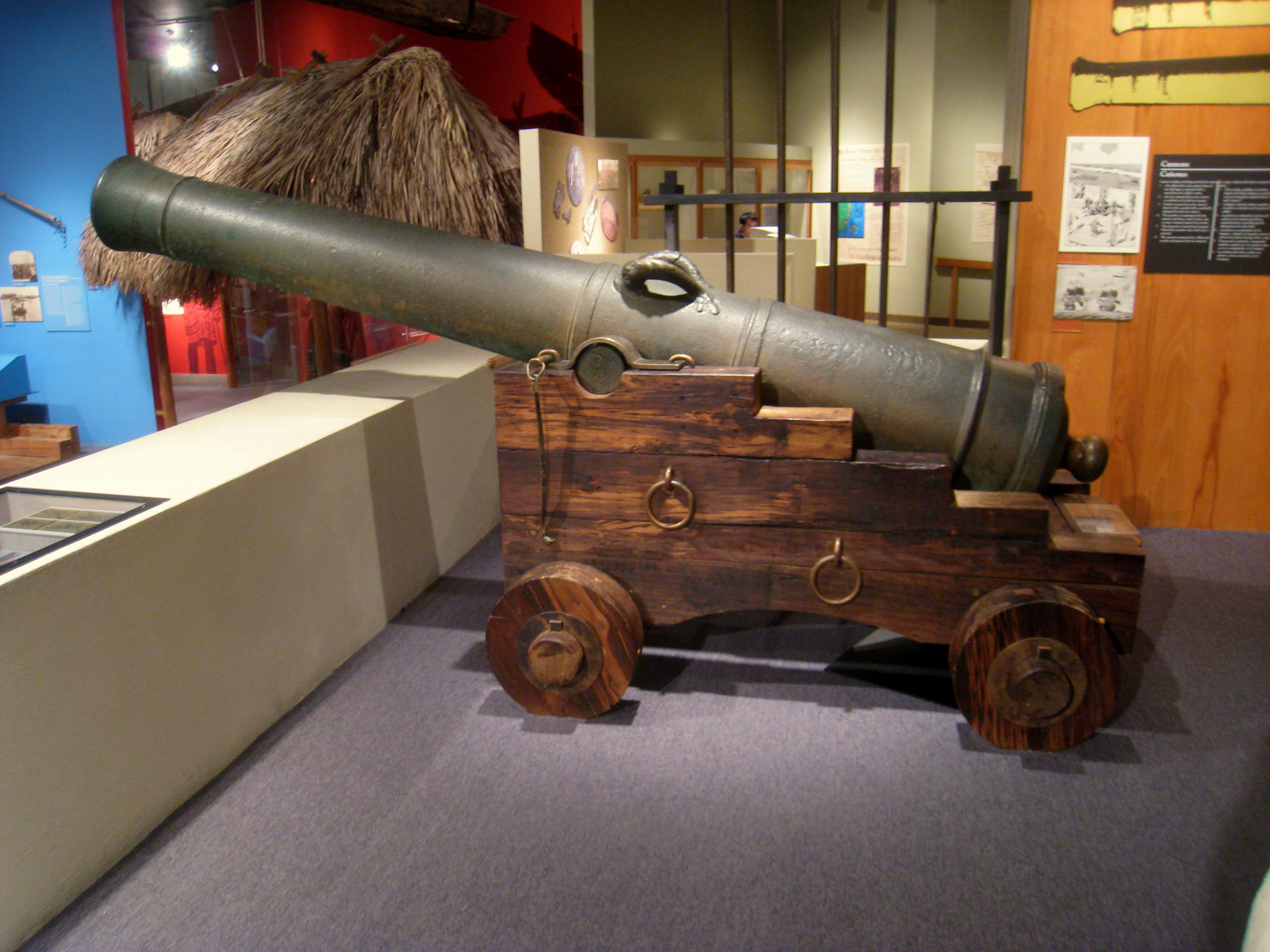
Cannone